# Etnofarmakologi
Etnofarmakologi, som ofta förknippas med etnobotanik och farmakognosi, är studiet av huvudsakligen medicinalväxters verkan och om hur bruket och användningen av dessa har skett hos olika etniska grupper och folk. Förutom växter kan det handla om hur svampar, djur, mikroorganismer eller mineral används i terapeutiskt syfte. I etnofarmakologin studeras biologiska och farmakologiska effekter av dessa medel som ofta använts under sekler av ursprungsfolk och på olika sätt ingått i behandlingar av sjukdom och ohälsa. Den empiriska kunskapen om denna traditionella medicin och dess toxiska potential har överförts från generation till generation och i vissa fall inkluderats i olika texter kring  behandling med naturmedel. 
Många värdefulla läkemedel (t.ex. atropin, efedrin, tubokurarin, digoxin, reserpin) har kommit till användning genom studier av den folkliga eller etniskt specifika medicinen. Kemister har kunnat använda naturligt förekommande substanser (t.ex. morfin, taxol, fysostigmin, kinidin, emetin) som  protyper för att utveckla mer potenta eller mindre toxiska läkemedel.
Under senare år spelar etnofarmakologin en stor roll för bevarandet av lokala kunskaper, och för  en säker användning av lokala medicinska traditioner i den primära hälsovården. Den har betydelse  för bevarandet av den biologiska mångfalden. Etnofarmakologer är ofta involverade i att bistå ursprungsbefolkningar eller etniska minoriteter för att hävda deras intellektuella rätt till kunskapen om traditionella mediciner och i att utveckla dessa folks inhemska resurser.